# Güloğlular
Güloğlular è un comune dell'Azerbaigian situato nel distretto di Bərdə. Conta una popolazione di 941 abitanti.